# ГЕС Дам-Брі
ГЕС Дам-Брі — гідроелектростанція у південній частині В'єтнаму. Використовує ресурс із річки Da Houai, яка дренує західний схил прибережного хребта та впадає ліворуч у Донг-Най (тече в південному напрямку до злиття на околиці Хошиміна з річкою Сайгон, після чого під назвою Soài Rạp досягає Південнокитайського моря).
У межах проєкту річку перекрили бетонною гравітаційною греблею висотою 55 метрів, довжиною 216 метрів та товщиною по гребеню 6,5 метра. Крім того, існує допоміжна насипна дамба висотою 38 метрів, довжиною 326 метрів та товщиною по гребеню 10 метра. Разом вони утримують водосховище з площею поверхні 2,8 км2 та об'ємом 56,3 млн м3 (корисний об'єм 45,9 млн м3), в якому припустиме коливання рівня поверхні в операційному режимі між позначками 590 та 614 метрів НРМ (у випадку повені останній показник може зростати до 615,2 метра НРМ).
Зі сховища через лівобережний масив прокладений дериваційний тунель довжиною 7 км з перетином 3х3,4 метра. Завершальну частину траси складають дві напірні шахти висотою 159 та 80 метрів і напірний тунель довжиною 1,3 км зі спадаючим діаметром від 3 до 2,6 метра. В системі також працює запобіжний балансувальний резервуар, який складається із наземної камери висотою 14 метрів з діаметром 12 метрів та з'єднувальної шахти висотою 92 метри з діаметром 4 метри.
Споруджений у наземному виконанні на березі Da Houai машинний зал обладнали двома турбінами типу Френсіс загальною потужністю 75 МВт, які при напорі від 380 до 419 метрів (номінальний напір 385 метрів) забезпечують виробництво 338 млн кВт·год електроенергії на рік.
Видача продукції відбувається по ЛЕП, розрахованій на роботу під напругою 110 кВ.